# Schizomyia eupatoriflorae
Schizomyia eupatoriflorae är en tvåvingeart som först beskrevs av Beutenmuller 1907.  Schizomyia eupatoriflorae ingår i släktet Schizomyia och familjen gallmyggor. Inga underarter finns listade i Catalogue of Life.